# Lucilia ampullacea
Lucilia ampullacea is een vliegensoort uit de familie van de bromvliegen (Calliphoridae). De wetenschappelijke naam van de soort is voor het eerst geldig gepubliceerd in 1922 door Villeneuve.